# George Taubman Goldie
George Dashwood Taubman Goldie, né le 20 mai 1846 et mort le 20 août 1925, est un administrateur mannois qui a joué un rôle majeur dans la fondation du Nigeria. À bien des égards, son rôle a été similaire à celui de Cecil Rhodes. 

## Dans la culture populaire
Goldie est joué par l'acteur écossais Ian McDiarmid dans le drame historique de 2016 The Lost City of Z.